# Marthana idjena
Marthana idjena is een hooiwagen uit de familie Sclerosomatidae.